# Любительская астрономия

Астрономы-любители наблюдают за ночным небом во время метеорного потока Персеид

Любительская астрономия — вид хобби, который включает наблюдения, съёмку или исследование астрономических объектов и явлений.

## Введение
Любительская астрономия не приносит доходов и не требует специального образования или вузовской подготовки.
Во всём мире, и в России в частности, очень много астрономов-любителей (больше 10 тысяч). Буквально в каждом крупном городе России можно найти сообщества любителей астрономии.
Астрономы-любители занимают определённую нишу в изучении мира. Во главу угла ставится приобретение личного (в том числе и эстетического) опыта, впечатлений и знаний. Во вторую очередь — обмен знаниями и впечатлениями с другими любителями, организация сообществ по совместным наблюдениям, изготовлению и модернизации инструментов.
Однако любители играют некоторую роль и в «большой» астрономии. Профессиональных астрономов и обсерваторий немного, и они могут сосредоточиться на изучении лишь небольшой доли астрономических объектов. Астрономов-любителей же довольно много, и они раскиданы по всему миру. Поэтому ЛА имеют возможность постоянно следить за тысячами объектов, например таких, как переменные звёзды. Они патрулируют небо, выискивая кометы, более половины которых ранее (до середины 1990-х годов) находили именно астрономы-любители. Огромный вклад ЛА вносят в наблюдении покрытий звёзд и других небесных объектов астероидами. Именно астрономы-любители первыми находят многие новые звёзды. Если на небе появился новый объект или с привычной звездой происходит что-то странное, то вслед за любителями приходят профессионалы со своей аппаратурой.
Существуют журналы для астрономов-любителей, такие как Sky & Telescope и Astronomy, и даже любительские обсерватории.

## История любительской астрономии в России

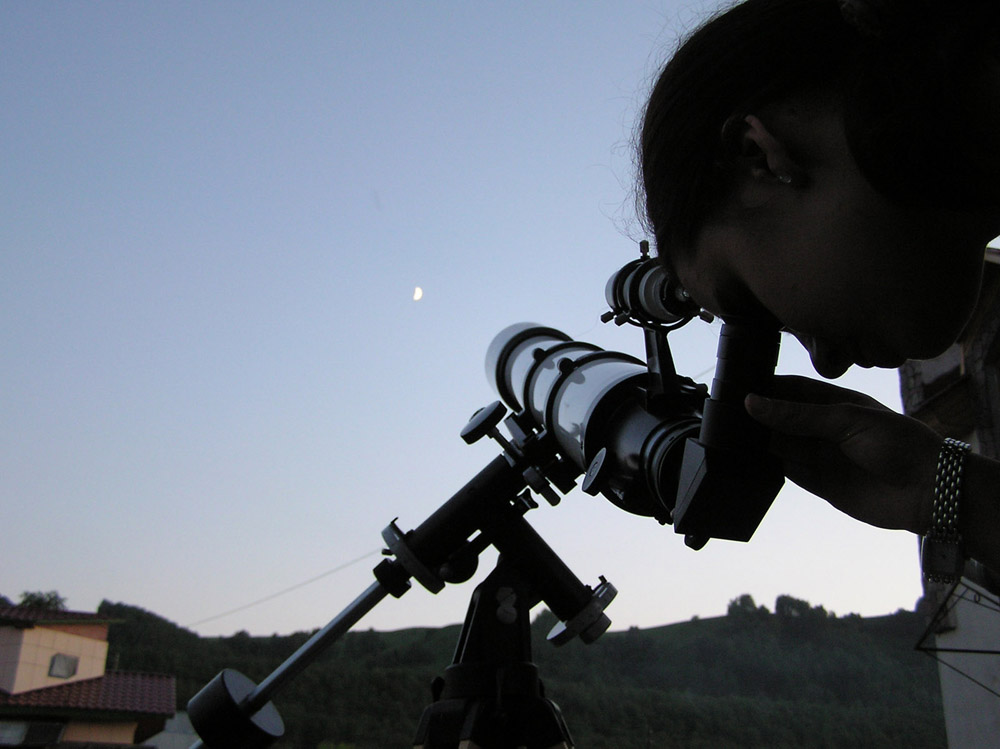
Наблюдение за Луной в любительский телескоп

Первый астрономический кружок был организован 23 октября (4 ноября) 1888 года в Нижнем Новгороде. Тогда он назывался «Нижегородский кружок любителей физики и астрономии». Это было лишь вторым в мире подобным сообществом любителей астрономии на тот момент: всего за год до этого Камиль Фламмарион (1842—1925) основал Французское астрономическое общество. Тогда же была организована публикация Астрономического календаря.
С 1999 года в России ежегодно проводится фестиваль любительской астрономии Астрофест.

## Типы любительской астрономии
Любительскую астрономию можно условно разделить на четыре следующих направления деятельности.
- Наблюдательная, или визуальная, астрономия — наблюдения астрономических объектов ради получения эстетического удовольствия невооружённым глазом, в бинокль или в телескоп. Дополнительное направление — так называемая «тротуарная астрономия», когда астрономы-любители выносят телескопы на улицы городов и показывают всем желающим Луну, планеты и другие хорошо видимые в условиях городской засветки объекты.
- Астрофотография (астрономическая фотография) — получение красочных и детальных изображений небесных тел.
- Телескопостроение — изготовление оптических инструментов, механизмов и аксессуаров к ним собственными силами (в большей или меньшей степени это удел всех астрономов-любителей — для достижения предельных характеристик своих инструментов любители астрономии постоянно усовершенствуют их, комплектуют всё более и более продвинутыми аксессуарами, а многие строят наблюдательные инструменты буквально с нуля, изготавливая для них оптику, механику, приспособления).
- Наукоёмкие исследования и открытия новых небесных тел — чаще всего исследуют: переменные звёзды, вспышки катаклизмических переменных, новых и сверхновых звёзд, кометы, астероиды (наиболее перспективное направление — наблюдение покрытий звёзд астероидами), метеорные потоки (в том числе и в радиодиапазоне дневные метеорные потоки), экзопланеты (по кривым блеска во время транзита экзопланеты по диску звезды), отслеживают солнечную активность. Открывают: переменные звёзды, вспышки новых и сверхновых звёзд, кометы, астероиды. Перспективная область работы любителей астрономии, в ней работает не более сотни российских астрономов-любителей.

Школьники — любители астрономии (с 5 по 11 классы) могут участвовать в школьных астрономических олимпиадах — это тоже одно из направлений деятельности астрономов-любителей, но оно ограничено возрастными рамками (см. также статью Международная астрономическая олимпиада).
Наблюдательная астрономия и астрофотография, в свою очередь, делятся на области интересов любителя астрономии:
- Солнце: слежение за солнечной активностью, как в широкой части оптического спектра (фотосфера: пятна, факельные поля, грануляция), так и узких диапазонах: H-alpha (656,3 нм) (протуберанцы, вспышки, активные области)[3] и СаIIK (393,4 нм) (изображение более холодной самой нижней части хромосферы, где отлично просматриваются факельные поля в районах магнитной активности и так называемая кальциевая сетка).
- Луна: с инструментами от 60 до 500 мм в диаметре можно наблюдать детали на поверхности нашего естественного спутника: кратеры, горы, долины, моря и многое другое. Наименьшие детали, доступные для визуальных наблюдений, имеют размер 500—1000 м.
- Планеты: наблюдение за изменяющимися деталями на диске планеты. У Меркурия и Венеры можно заметить смену фазы освещённости; на снимках в инфракрасном диапазоне можно заметить детали в атмосфере Венеры. На Марсе можно различить сезонные изменения полярных шапок, окраски поверхности и проявление активности пылевых бурь, а также редкие облака. В большой атмосфере Юпитера происходят постоянные изменения. Интерес представляет Большое красное пятно. Наблюдение за движением Галилеевых спутников Юпитера доступно даже в самый небольшой телескоп. У Сатурна менее разнообразна атмосферная система, зато во всей красе представлены кольца. У Урана и Нептуна с любительскими инструментами можно различить лишь диск и его окраску.
- Затмения: лунные и частные солнечные затмения можно наблюдать в избранном пункте 1—2 раза в год. Полные солнечные затмения происходят в одном и том же месте в среднем раз в 250 лет. Некоторые астрономы специально посещают места, где происходят полные затмения.
- Объекты дальнего космоса: в это понятие включаются: галактики, туманности, рассеянные и шаровые скопления звёзд.
- Двойные звёзды (кратные звёзды) — тесные пары звёзд, которые для наблюдателя с Земли представляются разделённые малым угловым расстоянием. Интерес для наблюдателя представляют угловые расстояния между компонентами, позиционный угол (PA), цвета звёзд из тесной пары.
- Переменные звёзды — звёзды, изменяющие свой блеск. В это понятие для любителя астрономии можно включить также сверхновые и новые звёзды.
- Кометы: многих любителей астрономии привлекают для наблюдений комет, так как их поведение не всегда поддаётся строгим расчётам и они могут достигать больших угловых размеров и яркости (такие кометы называют Великими). Примером тому может служить вспышка кометы Холмса осенью 2007 года и яркое явление кометы Макнота в январе того же года. Основные параметры, регистрируемые наблюдателями: блеск, размер комы, степень конденсации (DC), длина хвоста, позиционный угол хвоста, яркость ядра кометы.
- Метеоры: чаще всего метеоры («падающие звёзды») астрономы-любители наблюдают в периоды активности больших метеорных потоков, таких как Персеиды, Геминиды, Квадрантиды, Леониды. Основные регистрируемые параметры: время появления, яркость, направление, скорость, длина видимого пути, цвет, время полёта, а также остаточные явления. Сейчас развивается направление любительских радионаблюдений дневных метеорных потоков.
- Астероиды: выглядят как звездообразные объекты, без видимых угловых размеров и соответственно деталей на поверхности. Единственное отличие от звёзд — быстрое относительное движение по небесной сфере. Могут менять блеск из-за неправильной формы и присутствия на поверхности светлых и тёмных пятен.
- Атмосферные явления: таковыми можно считать гало, серебристые облака и полярные сияния.
- Искусственные спутники Земли: МКС, АМС, запуски космических носителей, вспышки спутников (напр., вспышки Иридиумов) и другие.

## Список известных астрономов-любителей
- Уильям Гершель — открыл планету Уран
- лорд Росс — создал самый крупный телескоп своего времени и обнаружил спиральную структуру галактик
- Ребер, Гроут — основоположник радиоастрономии
- Хендерсон, Томас Джеймс — начинал как любитель астрономии
- Уильям Хаггинс — первым начал исследования звёзд и туманностей при помощи спектрографа
- Гудрайк, Джон — первым смог объяснить природу переменности Алголя
- Пиготт, Эдуард — наряду с Дж. Гудрайком является основоположником планомерного изучения звёздной переменности
- Фламмарион, Камиль — высшего образования не получил
- Хенке, Карл Людвиг — астроном-любитель, открыватель первых астероидов и служащий почты
- Добсон, Джон — изобрёл простую альт-азимутальную монтировку, популяризовал тротуарную астрономию и астрономию в целом
- Хякутакэ, Юдзи — японский астроном-любитель, ставший известным благодаря открытию большой кометы Хякутакэ (C/1996 B2), которая 25 марта 1996 года прошла всего в 15 млн км от Земли
- Роберт Эванс — открыл визуально 42 вспышки сверхновых звёзд
- Мур, Патрик — писатель и популяризатор науки. Стал автором более чем 70 книг по астрономии. С апреля 1957 года был ведущим ежемесячной программы в телекомпании BBC «Ночное небо» («The Sky at Night»). В связи с этим Мур оказался включённым в Книгу рекордов Гиннесса как наиболее длительное время работающий над программой телеведущий
- Горнох, Камил — первооткрыватель вспышек внегалактических новых звёзд
- Мур, Кэролайн — самый молодой астроном в истории, открывшая сверхновую звезду
- Хаф Перси Уилкинс — известен созданием высококачественных карт поверхности Луны
- Лесли Пелтье[англ.] — астроном-любитель, фермер, не получивший высшего образования, на протяжении 60 лет наблюдавший за переменными звёздами, сооткрыватель 12 комет, 10 из которых носят его имя. Автор четырёх книг, наиболее известной из которых является Starlight Nights. Книга была переведена на русский язык в 2017 году под названием «Свет далёких звёзд»[4]

Любительской деятельностью занимались и профессионалы:
- Дэвид Леви — сооткрыватель кометы Шумейкеров — Леви 9
- Юджин Шумейкер — сооткрыватель кометы Шумейкеров — Леви 9
- Кэролин Шумейкер — сооткрыватель кометы Шумейкеров — Леви 9
- Хейл, Алан — сооткрыватель яркой большой кометы Хейла — Боппа
- Томбо, Клайд Уильям — американский астроном, открывший большое число астероидов, а также карликовую планету Плутон в 1930 году (в период с 1930 по 2006 Плутон считался планетой)

## Проекты, в которых участвовали астрономы-любители
- SOHO — поиск комет
- Lunar Crater Observation and Sensing Satellite — наблюдение падения на Луну
- AAVSO — наблюдения переменных звёзд
- Центр малых планет — астрометрия и фотометрия астероидов и комет
- Международная метеорная организация[англ.] — наблюдение метеорной активности
- Ассоциация наблюдателей за Луной и планетами[англ.]
- Тихоокеанское астрономическое общество

### Астрономическийкраудсорсинг
- Zooniverse
- Galaxy Zoo

### Добровольные распределенные вычисления
- Cosmology@home
- Einstein@Home
- MilkyWay@home
- Orbit@home
- PlanetQuest
- SETI@home
- Stardust@Home
- Системик (любительский проект поиска планет вне солнечной системы)[англ.]

## Важные открытия, сделанные астрономами-любителями
- Е. В. Быханов в 1877 году предвосхитил современные взгляды на образование Солнечной системы и теорию дрейфа материков
- Падение на Юпитер небесного тела (2009)
- Падение на Юпитер небесного тела (2010)[англ.]